# Władysław Waligóra
Władysław Waligóra (ur. 1 kwietnia 1895 w Starym Sączu, zm. 28 stycznia 1974 tamże) – polski kotlarz, starszy sierżant Wojska Polskiego, działacz niepodległościowy, kawaler Orderu Virtuti Militari.

## Życiorys
Urodził się 1 kwietnia 1895 w Starym Sączu, w rodzinie Władysława i Marii z Kondelewiczów. Ukończył pięć klas szkoły ludowej i szkołę przemysłową w Starym Sączu. Oprócz nauki w dwóch szkołach, uczył się również kotlarstwa. W 1912 wstąpił do Polskiej Partii Socjalistycznej i Związku Strzeleckiego.
Z Sowlin wymaszerował w szeregach oddziału strzeleckiego w dniu 6 sierpnia 1914 do Krakowa. Po przybyciu na miejsce został przydzielony do stacjonującego tam IV baonu. 18 grudnia 1914 wstąpił w szeregi 5 pułku piechoty. Uczestnik bitwy pod Kostiuchnówką, w której za okazane męstwo podczas walki otrzymał Krzyż Srebrny Orderu Virtuti Militari. Na stanowisku dowódcy plutonu w stopniu sierżanta pełnił obowiązki do momentu rozwiązania I Brygady Legionów. Został ranny w walkach pod Łowczówkiem, Włostwem i Polską Górą. We wrześniu 1917 został wcielony do c. i k. Armii i wysłany na front włoski, gdzie walczył w szeregach 18 oddziału karabinów maszynowych 49 Dywizji Piechoty. 20 października 1918 przyjechał z frontu do domu na urlop. W listopadzie tego roku podjął pracę w rafinerii naftowej w Limanowej. Po kilku dniach pracy wstąpił jako ochotnik do oddziałów udających się na odsiecz Lwowa. W bitwie o Lwów walczył jako sierżant 5. kompanii 2 pułku piechoty Legionów. 10 lipca 1919 został zwolniony do rezerwy.
19 lipca 1919 rozpoczął pracę w kotlarni Warsztatów Głównych PKP w Nowym Sączu. W 1925 awansował na majstra kotlarskiego. Obowiązki zawodowe łączył z funkcją członka Rady Miejskiej w Starym Sączu i członka Związku Legionistów Polskich. Aresztowany z żoną przez Niemców. Podczas okupacji zarabiał pracując w wyuczonym zawodzie kotlarza. Zmarł w Starym Sączu i tam pochowany na miejscowym cmentarzu.
27 września 1919 ożenił się z Ludwiką Świebocką, z którą miał troje dzieci: Władysławę (ur. 8 września 1920), Mariana (ur. 2 lutego 1923) i Franciszkę (ur. 19 sierpnia 1925).

## Ordery i odznaczenia
- Krzyż Srebrny Orderu Wojskowego Virtuti Militari nr 6660 – 17 maja 1922[4][1][2][5]
- Krzyż Niepodległości – 17 września 1932 „za pracę w dziele odzyskania niepodległości”[6]
- Odznaka „Za wierną służbę”[7]